# SS Californian
El SS Californian fue un barco de vapor de carga y pasajeros, perteneciente al holding de J. P. Morgan, la International Mercantile Marine Co., como parte de la naviera Leyland Line. 
Este buque es controvertidamente famoso en relación con el hundimiento del RMS Titanic, debido a su inacción durante la tragedia, en la noche del 14 al 15 de abril de 1912, a pesar de ser el barco más cercano al lugar donde se produjo el hundimiento. Tanto la investigación oficial estadounidense como la británica, lanzadas inmediatamente tras la catástrofe, concluyeron que el Californian podría haber salvado más vidas, o incluso todas, en caso de haber respondido tempranamente a las peticiones de socorro del Titanic. La investigación estadounidense fue particularmente crítica con el capitán del buque, Stanley Lord, calificando su inacción durante el desastre como "reprensible".
El Californian posteriormente se hundió el 9 de noviembre de 1915, durante la Primera Guerra Mundial, como consecuencia del ataque del submarino alemán U-boot SM U-35, en el mar Mediterráneo, al sudoeste del cabo Matapán (Grecia).

## Historia
El SS Californian fue botado el 26 de noviembre de 1901 en los astilleros Caledon Shipbuilding & Engineering Company en Dundee (Escocia), siendo el buque más grande construido hasta entonces en Dundee. Estaba diseñado para hacer esencialmente labores de cabotaje, transportando principalmente algodón, y podía transportar además una reducida cantidad de pasaje (47 pasajeros y 55 tripulantes). 
El buque completó sus pruebas de mar el 23 de enero de 1902. Desde el 31 de enero al 3 de marzo de 1902, realizó su viaje inaugural desde Dundee a Nueva Orleans (Luisiana, Estados Unidos).
Desde 1911 estaba bajo el mando del capitán Stanley Lord en la ruta Londres-Boston (Massachusetts, Estados Unidos).

### La noche del hundimiento delTitanic
El domingo 14 de abril de 1912, el SS Californian navegaba en ruta a Boston, sin llevar pasajeros, cuando entró en una zona con presencia de grandes témpanos y bancos de hielo a unos 650 km al sur de Terranova. 
Cyril Evans, radio operador del equipo marconi del Californian, había estado enviando mensajes a los buques cercanos. A las 18:30 avisó al Antillian acerca de la presencia de tres grandes icebergs en su ruta. El operador del RMS Titanic Harold Bride también captó el aviso y lo trasladó al puente unos minutos más tarde.
El SS Californian había atravesado una zona de ventiscas, y al caer la noche, alrededor de las 19:30, la ventisca fría dio paso desde aproximadamente las 22:00 a una noche de clara atmósfera estrellada y un estado del mar en total calma.
Harold Bride recibió los primeros informes del Californian a bordo del RMS Titanic alrededor de las 22:00. Por razones desconocidas dichos informes no llegaron al puente. El aparato marconi del Titanic se había averiado esa misma mañana y los operadores Phillips y Bride tardaron 6 horas aproximadamente en ponerlo en funcionamiento bajo gran presión, ya que los mensajes a enviar y retransmitir se habían acumulado, poniendo de mal humor a Phillips.
A las 22:20 el Californian detuvo sus máquinas al entrar en los límites de un gran campo de hielo; la detención por precaución evitaba choques del hielo con el casco.

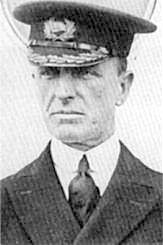
El capitán del SS Californian, Stanley Lord (c. 1912).

El tercer oficial Charles Victor Groves, que estaba de guardia sobre las 23:00, vio aparecer una gran embarcación profusamente iluminada hasta tal punto que se pudo distinguir la luz verde de posición. Stanley Lord fue llamado a cubierta y observó a 10 millas al sur cómo se acercaba la embarcación en rumbo paralelo y preguntó al operador qué nave podía estar cerca, Evans respondió que sólo tenía al Titanic. Lord le pidió a Evans que les informara por radio de que el Californian se encontraba detenido y rodeado de hielo. Stanley Lord afirmó más tarde ante la comisión británica que esa embarcación parecía ser más pequeña y que no podía tratarse del gran buque de pasajeros, que sin embargo el tercer oficial había identificado como de tal tipo.
Evans intentó contactar con el Titanic a las 23:00 para avisar sobre el campo de hielo, pero fue descortésmente rechazado por un iracundo Jack Phillips quien tenía turno en ese momento y le respondió con brusquedad: -" Cállese, cállese, que estoy ocupado con Cape Race"-. Evans contrariado dio por finalizado su trabajo, escuchó los mensajes de radio un rato más, y en torno a las 23:30 apagó el aparato marconi y se fue a descansar. Unos minutos más tarde, el Titanic chocaría con un iceberg, a pesar de realizar un brusco viraje a babor y después a estribor, y comenzó a hundirse.
El tercer oficial Groves había identificado las luces como las de un barco de pasajeros y notó que la embarcación de pronto pareció apagar sus luces o que estas habían disminuido en intensidad.
Poco después, desde el entonces sentenciado Titanic, el cuarto oficial Joseph Boxhall y el segundo oficial Charles Lightoller observaron las luces de una embarcación a 5-8 millas aproximadamente al norte y su capitán Edward John Smith ordenó que se le hicieran señales en lámpara morse. Era tal la aparente cercanía de la embarcación que Smith sugirió que los botes se dirigieran al barco y dejaran sus pasajeros y volvieran a buscar más.
Desde el SS Californian, el tercer oficial Groves creyó que la embarcación que habían visualizado hacía una hora les hacía señales Morse poco antes de la medianoche y junto al segundo oficial Stone intentaron responder las señales sin obtener aparente respuesta por lo que interpretaron que las supuestas señales eran solo una luz bamboleante de la embarcación. Desde el Titanic tuvieron la misma sensación y dejaron de hacer señales. Groves bajó al cuarto del aparato marconi y se puso los auriculares para ver si había algún tipo de señal inalámbrica; pero al estar el aparato apagado, dejó los auriculares.
Los oficiales del SS Californian se retiraron a descansar junto con el capitán Lord al cuarto de derrota, quedando el marino aprendiz Gibson a la guardia. A la medianoche el 2.º oficial Herbert Stone cambió la guardia con Groves y permaneció en cubierta con Gibson.
Aproximadamente a las 0:45, el segundo oficial Stone señaló que desde la embarcación se había visto ascender cohetes de color blanco y llegó a contar 5 cohetes. No está claro si esto fue comunicado a Lord, quien ya se había retirado a dormir. Algunas versiones indican que Lord habría sido despertado y comunicado, pero que este habría preguntado que si acaso eran señales de la compañía. Stone respondió que eran luces blancas. Lord instruyó a su segundo oficial Herbert Stone que hiciera señales con lámpara morse y si le contestaban le pusieran en conocimiento. Aparentemente las señales con lámpara no fueron contestadas.
El último cohete se observó aproximadamente a la 1:15 del lunes 15 de abril. Stone y el aprendiz Gibson estuvieron observando hacia la embarcación que a ratos parecía acercarse y Gibson declaró que parecía tener una gran parte fuera del agua. A eso de las 2 horas de la mañana del 15 de abril, la embarcación pareció alejarse del área.
El jefe de oficiales del SS Californian, George F. Stewart, relevó la guardia a las 4 de la mañana y sobre las 4:30 de la mañana creyó divisar cohetes luminosos verdes a una distancia de unas 19 millas y reconoció un vapor con chimenea pintada de amarillo, el cual era el RMS Carpathia, cuya chimenea era roja y que llegaba a la zona.
El vapor también comenzó a lanzar cohetes verdes aproximadamente a las 5:30 y Stewart informó a Lord sobre lo que observaba. Lord ordenó despertar a Evans y que se pusiera en contacto con el vapor para inquirir el motivo de los cohetes observados. Evans contactó con el operador del RMS Carpathia y supo que el RMS Titanic se había hundido y ordenó dirigirse a la última posición informada por el RMS Titanic.
El SS Californian llegó al sector aproximadamente a las 8:30 de la mañana, cuando el RMS Carpathia ya se retiraba con 706 rescatados del Titanic y les recomendó barrer el área en búsqueda de supervivientes. El rastreo realizado por el SS Californian fue breve y sólo encontraron restos flotantes y pequeños botes salvavidas (los plegables). El SS Californian continuó su rumbo a Estados Unidos.

### Investigaciones tras la tragedia
Apenas hubo arribado a Estados Unidos, los tripulantes del SS Californian fueron citados a declarar al Senado en la investigación en curso con respecto a la tragedia del Titanic.
Tanto Lord como sus oficiales y Evans declararon que su posición relativa respecto a las luces avistadas era de 17-20 millas, que el vapor avistado era muy pequeño y dejaron entrever en sus declaraciones que había al menos otro vapor cerca de ellos, con estas declaraciones Lord y su tripulación sembraron dudas barajándose varios buques que estaban cerca de la posición del Titanic, siendo uno de ellos el Samson, un velero que supuestamente habría navegado de forma furtiva por el sector. Sin embargo, una investigación en los registros del Lloyd's Register mostró que el Samson se encontraba en un puerto de Islandia por reparaciones en la fecha del hundimiento del Titanic, descartando su presencia en las cercanías de la tragedia en la noche del 14 de abril de 1912.

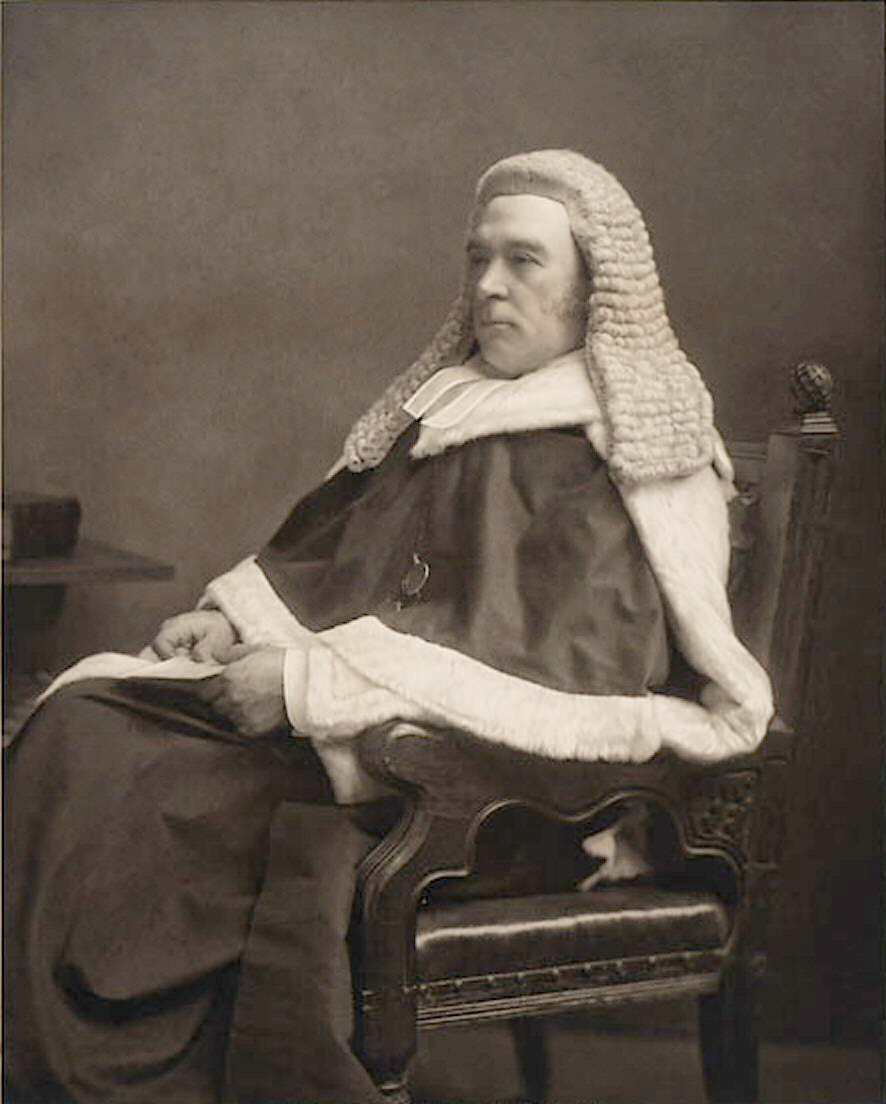
El juez Lord Mersey, a cargo del comité de investigación británico acerca de la catástrofe del Titanic.

Lord Mersey, fiscal a cargo de la investigación, no creyó la declaración de Stanley Lord acerca de las distancias relativas y rechazó de plano estas declaraciones de Lord aparentemente despistadoras, culpando al capitán Stanley Lord por no responder a las luces blancas, reconocidas como de emergencia, y avanzar por el campo de hielo acercándose al sector.
Además es inexplicable que el SS Californian, cuya velocidad era de 12 nudos, se demorara casi 4 horas en recorrer las teóricas 20 millas (como si tratara de aparentar que el SS Californian estaba situado mucho más lejos), teniendo en cuenta que el RMS Carpathia recorrió 58 millas a 17 nudos de velocidad en el mismo tiempo e iguales condiciones de mar.

Al ver las luces [cohetes], el SS Californian podría haberse abierto paso entre los hielos que lo rodeaban, a mar abierto y sin peligro grave y haber acudido en ayuda del Titanic. De haberlo hecho así, habría podido salvar muchas vidas, si no todas, que se perdieron.
 Lord Mersey - conclusiones de la comisión investigadora Mersey.

Algunos autores defienden el punto de vista dado por Lord, pero la mayoría concuerdan que el SS Californian no respondió apropiadamente a los cohetes de socorro del Titanic, cayendo en negligencia culposa por omisión.
Stanley Lord se ganó una muy mala reputación por las controversias generadas y fue separado de la Leyland Line prontamente. Lord trató infructuosamente de limpiar su imagen, muriendo a los 84 años en 1962.
El descubrimiento de los restos del Titanic en 1985 y su posición actual sugieren que Lord no dio las posiciones correctas y que su distancia más probable aquella fatídica noche no era superior a 11-13 millas (18-21 km) del Titanic.

### Hundimiento
El SS Californian se perdió en la Primera Guerra Mundial el 9 de noviembre de 1915, siendo hundido por un ataque de torpedos del submarino alemán SM U-35 a 61 millas (98 km) al sudoeste del cabo Matapán (Grecia), perdiéndose sólo una vida. El Californian se hundió a menos de 200 millas (320 km) de distancia del lugar donde el HMHS Britannic se hundió un año después. Los restos del Californian no han sido descubiertos. En 1918, pocos meses antes del final de la guerra, el RMS Carpathia también sucumbió ante el ataque de los submarinos alemanes.

### En inglés
- Butler, Daniel Allen (2002) [1998]. Unsinkable: the full story of the RMS Titanic. USA: Da Capo Press. ISBN 978-0-306-81110-4.
- Butler, Daniel Allen (2009) [2009]. The Other Side of the Night: The Carpathia, the Californian and the Night the Titanic Was Lost. Casemate. ISBN 978-1-935149-02-6.
- Eaton, John P. y Haas, Charles A. Titanic: Triumph and Tragedy New York: W. W. Norton & Company, 1995.
- Halpern, Samuel (2019). Strangers on the Horizon: Titanic and Californian – A Forensic Approach.
- Lee, Paul (2012). The Titanic and the Indifferent Stranger. ISBN 978-0-9563015-0-5.
- Lord, Walter (1998) [1955]. A Night to Remember (3ª edición). Nueva York: Henry Holt and Company. ISBN 978-0-553-27827-9.
- Lord, Walter. The Night Lives On. Morrow and Company, 1986.
- Lynch, Donald y Marschall, Ken. Titanic: An Illustrated History. Hyperion, 1995.
- Reade, Leslie (1993). The Ship That Stood Still: The Californian and Her Mysterious Role in the Titanic Disaster. Nueva York y Londres: W. W. Norton & Company. ISBN 978-0-393-03537-7.

### En español
- Titanic, una historia ilustrada - Ediciones B, 2004.
- Una noche para recordar - Walter Lord.
- El hombre que pudo salvar el Titanic - Ediciones Martínez Roca, 2010.